# Jean François Joseph Houdart
Jean François Joseph Houdart (* 1774 in Douai; † 26. Juli 1855 ebenda) war ein französischer Offizier, Zuckerfabrikant und Kommunalpolitiker.

## Leben
Jean François Joseph Houdart diente schon ab seinem 17. Lebensjahr als Soldat in den Koalitionskriegen unter Napoleon Bonaparte. Im Verlauf der Kriege wurde er dreimal verwundet und als Elitesoldat Mitglied der Ehrenlegion.
Nach der ab 1803 einsetzenden Besatzung der Stadt Hannover zunächst unter dem französischen General Mortier und dann unter dem Maréchal d’Empire Jean Baptiste Bernadotte ehelichte Houdart im Jahr 1805 in der Calenberger Neustadt die nicht einmal halb so alte, erst 15 Jahre alte Anne Eleonore Dorette Louise (* 13. Mai 1790; † 25. Februar 1853 in Douai), geborene Wagener, die Tochter des Bäckeramtsmeisters Johann Bernhard Wagener und der Johanne Louise Elisabeth Leue (Lewe) und zugleich die Enkelin des Bäckers und Stiftungsgründers Johann Jobst Wagener. Die Hochzeit Houdarts und seiner Verlobten in der Neustädter Hof- und Stadtkirche St. Johannis war eine von insgesamt lediglich 12 deutsch-französischen Eheschließungen in Hannover und seiner Vororte während der französischen Besatzungszeit.
Nach dem Abschluss des Friedens von Tilsit im Juli 1807 beendete Houdart seine militärische Laufbahn als Kapitän der berittenen Kanoniere. Gemeinsam mit seiner Ehefrau zog er nach Frankreich und kaufte dort die Ruine des Schlosses in Villers-au-Tertre. Dort gründete der mit dem Königlichen Orden der Ehrenlegion als Chevalier Ausgezeichnete „die erste einheimische französische Zuckerrübenfabrik“ und widmete sich in der Folge vor allem der Herstellung von Zucker aus der Zuckerrübe.
Unter der Regierung des Bürgerkönigs Louis-Philippe wurde Houdart schließlich Bürgermeister „Maire“ seines Wohnortes. und erhielt 1834 einen Sitz im Conseil genéral de département, bevor er sich 1839 in den Ruhestand begab.
Houdarts hatte seine hannoversche Ehefrau wohl stets an seiner Seite, bis sie am 25. Februar 1853 noch vor ihrem Ehemann kinderlos in Douai verstarb. In einen Nachruf auf Jean François Joseph Houdart, der nur wenig später nach ihr am 26. Juni 1855 starb, wurde sie als „eine junge Hannoveranerin, die mit großem Esprit und Herzensbildung ausgezeichnet war“ beschrieben.
Da das Ehepaar ohne Nachkommen geblieben war, wurde im Jahr 1853 die Stiftung des Großvaters von Madame Houdart wirksam, die noch heute bestehende Johann Jobst Wagenersche Stiftung.